# Zulfadli Zulkiffli
Zulfadli Zulkiffli (* 11. Februar 1993) ist ein malaysischer Badmintonspieler. 

## Karriere
Zulfadli Zulkiffli gewann zweimal Gold bei der Badminton-Juniorenweltmeisterschaft 2011 und einmal Gold bei der Junioren-Badmintonasienmeisterschaft 2011. Bei den Malaysia International 2011 der Erwachsenen wurde er Dritter. 2011 nahm er auch an den Commonwealth Youth Games teil.